# Gabriel Narutowicz
Gabriel Narutowicz (1865. március 17. – 1922. december 16.) Lengyelország első köztársasági elnöke, akit egy héttel megválasztása után lőttek le.

## Korai évek
Egy litván nemesi család sarja, aki Telšiai-ban született Samogitian megyében. 1908-tól Svájcban a zürichi Polytechnikai Intézetben vállal munkát, valamint sok nyugat-európai vizíerőmű építését irányítja.
Miután 1918-ban Lengyelország visszanyeri a függetlenségét, s a politikai közéletben is szerepet vállalt: 1920-21 között közmunkaügyi miniszter, 1922-ben pedig külügyminiszterként tevékenykedik.

## Megválasztása és halála
A Liberális Párt támogatásával 1922. december 11-én választották meg Lengyelország első köztársasági elnökévé a Szejm képviselői, az eskütételére két nappal később került sor. Az elnökké választását követő napokban tömegtüntetések és zavargások követték egymást. A tüntetéseken azok adtak hangot elégedetlenségüknek, akik nem Narutowiczot, hanem a jobboldal jelöltjét, Maurycy Zamoyski grófot várták a köztársasági elnöki székbe. Ebben a felfokozott közhangulatban a rendet csak határozott katonai fellépéssel lehetett fenntartani.
1922. december 16-án – öt nappal beiktatását követően – a varsói Zachęta galéria kiállításán, egy mentálisan zavarodott, nacionalista érzelmű művészeti kritikus, Eligiusz Niewiadomski lelövi (a merénylőt egy hónappal később, 1923. január 31-én golyó általi halálra ítélik és kivégzik).
Narutowiczot a néppárti Stanisław Wojciechowski követte a köztársasági elnöki tisztségben, akit a Nemzetgyűlés - a szejm és a szenátus együttes ülése - a tragikus körülmények között elhunyt elnök halála után négy nappal, 1922. december 20-án választott meg.

## Örökség
Varsó, Ochota városrészében található Plac Narutowicza (Narutowicz tér) az ő emlékét őrzi.

## Családi vonatkozások
Bátyja, Stanisław Narutowicz a Litván Államtanács tagja, aki – többek között – aláírja a Litvánia függetlenségéről szóló nyilatkozatot 1918. február 16-án.